# UTC+9
UTC+9 je vremenska zona.

## Kao standardno vreme (cele godine)
- Indonezija (istok)
  - Molučka ostrva
  - Papua i Zapadna Papua (Indonezijski deo Nove Gvineja)
- Japan
- Južna Koreja
- Palau
- Rusija — Irkutsko vreme (MV+5; od 2011)
  -  Burjatija
  -  Irkutsk
- Istočni Timor

## Spoljašnje veze
Mediji vezani za članak UTC+9 na Vikimedijinoj ostavi